# Toyota FT1
El Toyota FT-1 es un automóvil superdeportivo fabricado por Toyota, para sustituir al Toyota Supra, Toyota presentó un prototipo en el Salón de Detroit de 2014. En una entrevista a EVO UK, Teysuya Tada, jefe de Gazoo Racing, desveló algunos datos interesantes sobre el nuevo modelo. Lo primero que dijo, es que debería ser más ligero que cualquiera de sus rivales directos.
Eso lo explicó haciendo una referencia a los modelos actuales que forman la gama Porsche.

## Diseño
El nuevo supercoche utilizará una plataforma conjuntamente desarrollada con BMW sobre la que se espera que se monte un bloque motor de gran cilindrada.
Recientemente se ha visto una mula de pruebas con la carrocería camuflada rodando por las calles. Lo que no han conseguido saber quienes buscan información sobre este futuro modelo, es si a nivel mecánico se recurrirá a un simple motor de gasolina, a un sistema de gestión híbrida o a alguna otra solución.

## Motor
Se comenta que Toyota podría estar desarrollando un sistema de turbocompresor con accionamiento eléctrico que ayudará a conseguir la potencia necesaria sin caer en unos consumos y emisiones excesivos.

## Galeria
|                        |
| vista trasera del FT-1 |

|                     |
| Toyota FT-1 Concept |

|              |
| FT-1 Concept |

|                      |
| FT-1 en presentación |